# Ostrea diluviana
Espèce
Ostrea diluviana (Linnaeus, 1767) est une espèce éteinte d'huîtres qui a vécu au cours du Crétacé,. 
Elle a été également nommée Ostrea phyllidiana (Lam).